# Yermek Kocherbáiev
Yermek Bedelbáievich Kocherbáiev (en kazajo: Ермек Беделбайұлы Көшербаев; 2 de mayo de 1965, Alma Ata, RSS de Kazajistán, URSS) es un político y diplomático kazajo que se desempeña actualmente como embajador extraordinario y plenipotenciario de la República de Kazajistán ante la Federación de Rusia.
Habla kazajo, ruso, inglés, coreano.

## Biografía
Nació el 2 de mayo de 1965 en Alma Ata, entonces capital de la RSS de Kazajistán, dentro de la Unión Soviética. Proviene étnicamente de la tribu Karakesek del clan Argun perteneciente al Jüz Medio.
En 1988,  se graduó de la Universidad Estatal de Kazajistán con una licenciatura en historia, profesor de historia con enseñanza en un idioma extranjero, y en abril de 1993 la Academia Diplomática del Ministerio de Relaciones Exteriores de la URSS con una licenciatura en Relaciones Internacionales y Política Exterior.
Comenzó su carrera en agosto de 1988 como inspector principal para el trabajo de la oficina secreta en el Ministerio de Relaciones Exteriores de la República Socialista Soviética de Kazajistán. Fue asistente del ministro su primer año para pasar a ser primer secretario del Departamento de Prensa e Información de finales de 1989 a junio de 1990.
De junio de 1990 a septiembre de 1991, fue Primer Secretario del Departamento Consular. Estuvo sin adscripción hasta mayo de 1993, cuando fue nombrado primer secretario del departamento de países asiáticos del ya Ministerio de Relaciones Exteriores de Kazajistán.
De diciembre de 1993 a junio de 1994, fue Jefe del Departamento de Protocolo Estatal.
De junio de 1994 a enero de 1996 - consultor del departamento internacional de la oficina del Presidente de la República de Kazajistán. Después hasta abril de ese año, fue jefe interino del servicio de protocolo del presidente.
Desde abril de 1996 hasta agosto de 1997, fue primer secretario de la Embajada de la República de Kazajistán en la Confederación Suiza, ubicada en la ciudad de Berna.
De agosto a octubre de 1997, fue jefe de la Sección de Seguridad Asiática del Departamento de Cooperación Multilateral con Moscú, ubicado en Alma Ata.
De octubre de 1997 a noviembre de 1999, fue asistente del primer ministro de la República de Kazajistán.
De enero a mayo de 2000, - Subdirector de Asuntos Comerciales y Generales del fondo público «Fondo de Educación Nursultán Nazarbáyev». De mayo a octubre, fue director adjunto del mismo.
Desde octubre de 2000 hasta enero de 2001, - jefe del servicio de prensa de la Compañía Nacional de Transporte de Petróleo KazTransOil. Después fue jefe del gabinete del CEO de la compañía.
De junio de 2001 a 2004, desempeñó distintos cargos adscritos a mercantiles como Transporte de Petróleo y Gas S.A., KazMunayGas o Rauan Media Group.
De mayo a agosto de 2004 - Primer Jefe Adjunto de la Oficina Central del Partido Político Nur Otan .
De agosto de 2004 a abril de 2005 - Jefe de la Oficina del Presidente de la Empresa Nacional KazMunayGas JSC.
Desde abril de 2005 hasta mayo de 2006 - Primer Director Ejecutivo Adjunto de la Asociación empresarial Unión Nacional de Empresarios y Empleadores de Kazajstán Atameken.
De mayo de 2006 a febrero de 2007 - jefe de la oficina central del partido político Nur Otan.
De febrero a julio de 2007, fue director de la sociedad de responsabilidad limitada del grupo financiero e industrial Berkut, de Moscú, en la sucursal de Astaná.
De julio a septiembre de 2010 - Diputado en funciones Akim de la región de Kazajistán Oriental .
De septiembre de 2010 a octubre de 2012 - Diputado Akim de la región de Kazajistán Oriental.
De octubre de 2012 a diciembre de 2014 - Primer diputado Akim de la región de Kazajistán Oriental.
De diciembre de 2014 a octubre de 2016 - Viceministro de Agricultura de la República de Kazajistán.
De octubre de 2016 a mayo de 2018 - Secretario Ejecutivo del Ministerio de Agricultura de la República de Kazajistán.
De mayo de 2018 a enero de 2019 - Secretario Ejecutivo del Ministerio de Relaciones Exteriores de la República de Kazajistán.
De enero de 2019 a enero de 2020 - Viceministro de Relaciones Exteriores de la República de Kazajistán.
Desde enero de 2020, es el embajador extraordinario y plenipotenciario de la República de Kazajistán ante la Federación de Rusia.

## Familia
Está casado y tiene dos hijos, un niño y una niña.